# Cadel Evans Great Ocean Road Race 2015
La 1re édition de la Cadel Evans Great Ocean Road Race a eu lieu le 1er février 2015. La course fait partie du calendrier UCI Oceania Tour 2015 en catégorie 1.1.
L'épreuve a été remportée par le Belge Gianni Meersman (Etixx-Quick Step), qui remporte la course en parcourant les 173,9 kilomètres en 4 h 15 min 22 s, soit à une vitesse moyenne de 40,859 km/h, lors d'un sprint en petit comité, respectivement devant les Australiens Simon Clarke (Orica-GreenEDGE) et Nathan Haas (Cannondale-Garmin). Pour la dernière course de sa carrière, devant ses supporters, l'Australien Cadel Evans (BMC Racing) participe au sprint en petit comité et est classé cinquième.
Meersman remporte également le classement des sprints tandis que son coéquipier le Français Maxime Bouet gagne celui de la montagne. L'Australien Alex Clements (Équipe nationale d'Australie espoirs) termine meilleur jeune et la formation américaine BMC Racing s'empare du classement de la meilleure équipe.

## Présentation

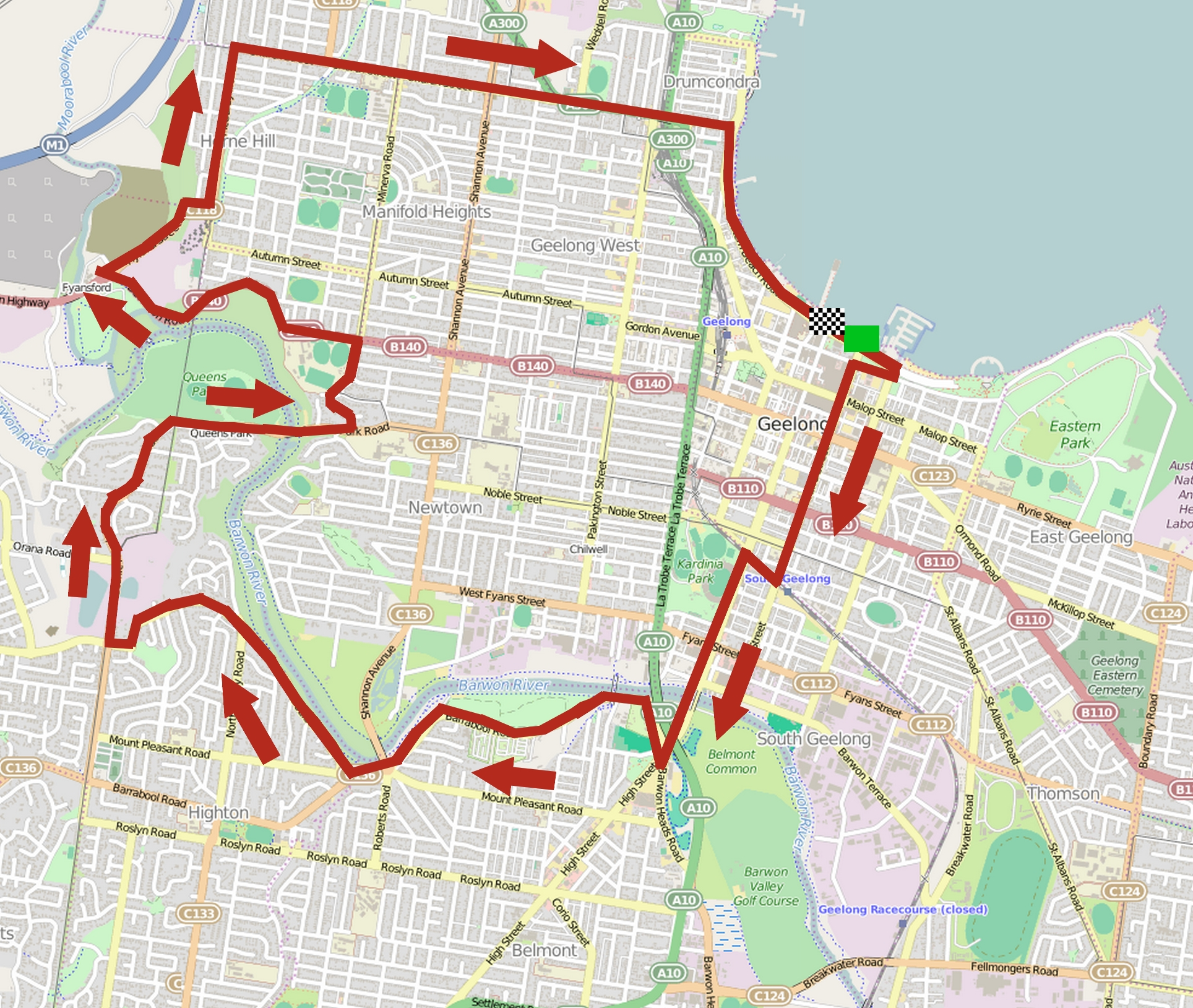
Le circuit local.

### Parcours
La Cadel Evans Great Ocean Road Race 2015 a un parcours de 173,9 kilomètres divisé en une grande boucle de 113 kilomètres à parcourir une fois dans le sens horaire, puis un circuit local de 20,3 kilomètres dans Geelong à parcourir à trois reprises dans le sens anti-horaire.

### Équipes
Classée en catégorie 1.1 de l'UCI Oceania Tour, la Cadel Evans Great Ocean Road Race est par conséquent ouverte aux WorldTeams dans la limite de 50 % des équipes participantes, aux équipes continentales professionnelles, aux équipes continentales et aux équipes nationales.
Vingt équipes participent à cette Cadel Evans Great Ocean Road Race - huit WorldTeams, quatre équipes continentales professionnelles, sept équipes continentales et une équipe nationale :
| UCI WorldTeams      | UCI WorldTeams | UCI WorldTeams |
| Nom de l'équipe     | Pays           | Code           |
| ------------------- | -------------- | -------------- |
| BMC Racing          | États-Unis     | BMC            |
| Cannondale-Garmin   | États-Unis     | TCG            |
| Etixx-Quick Step    | Belgique       | EQS            |
| IAM                 | Suisse         | IAM            |
| Katusha             | Russie         | KAT            |
| Orica-GreenEDGE     | Australie      | OGE            |
| Sky                 | Royaume-Uni    | SKY            |
| Trek Factory Racing | États-Unis     | TFR            |

| Équipes continentales professionnelles | Équipes continentales professionnelles | Équipes continentales professionnelles |
| Nom de l'équipe                        | Pays                                   | Code                                   |
| -------------------------------------- | -------------------------------------- | -------------------------------------- |
| Androni Giocattoli                     | Italie                                 | AND                                    |
| Drapac                                 | Australie                              | DPC                                    |
| MTN-Qhubeka                            | Afrique du Sud                         | MTN                                    |
| UnitedHealthcare                       | États-Unis                             | UHC                                    |

| Équipes continentales       | Équipes continentales | Équipes continentales |
| Nom de l'équipe             | Pays                  | Code                  |
| --------------------------- | --------------------- | --------------------- |
| African Wildlife Safaris    | Australie             | AWS                   |
| Avanti Racing               | Nouvelle-Zélande      | ART                   |
| Budget Forklifts            | Australie             | BFL                   |
| Charter Mason Giant Racing  | Australie             | CMR                   |
| Data3 Symantec Racing-Scody | Australie             | DSR                   |
| Navitas Satalyst Racing     | Australie             | NSR                   |
| Search2retain-Health.com.au | Australie             | STR                   |

| Équipe nationale                     | Équipe nationale | Équipe nationale |
| Nom de l'équipe                      | Pays             | Code             |
| ------------------------------------ | ---------------- | ---------------- |
| Équipe nationale d'Australie espoirs | Australie        | AUS              |

### Règlement de la course

#### Primes
Les vingt prix sont attribués suivant le barème de l'UCI,. Le total général des prix distribués est de 14 477 €.
| Position | 1er     | 2e      | 3e      | 4e    | 5e    | 6e    | 7e    | 8e    | 9e    | 10e à 20e |
| Prix     | 5 785 € | 2 895 € | 1 445 € | 715 € | 580 € | 433 € | 433 € | 287 € | 287 € | 147 €     |

## Classements

### Classement final

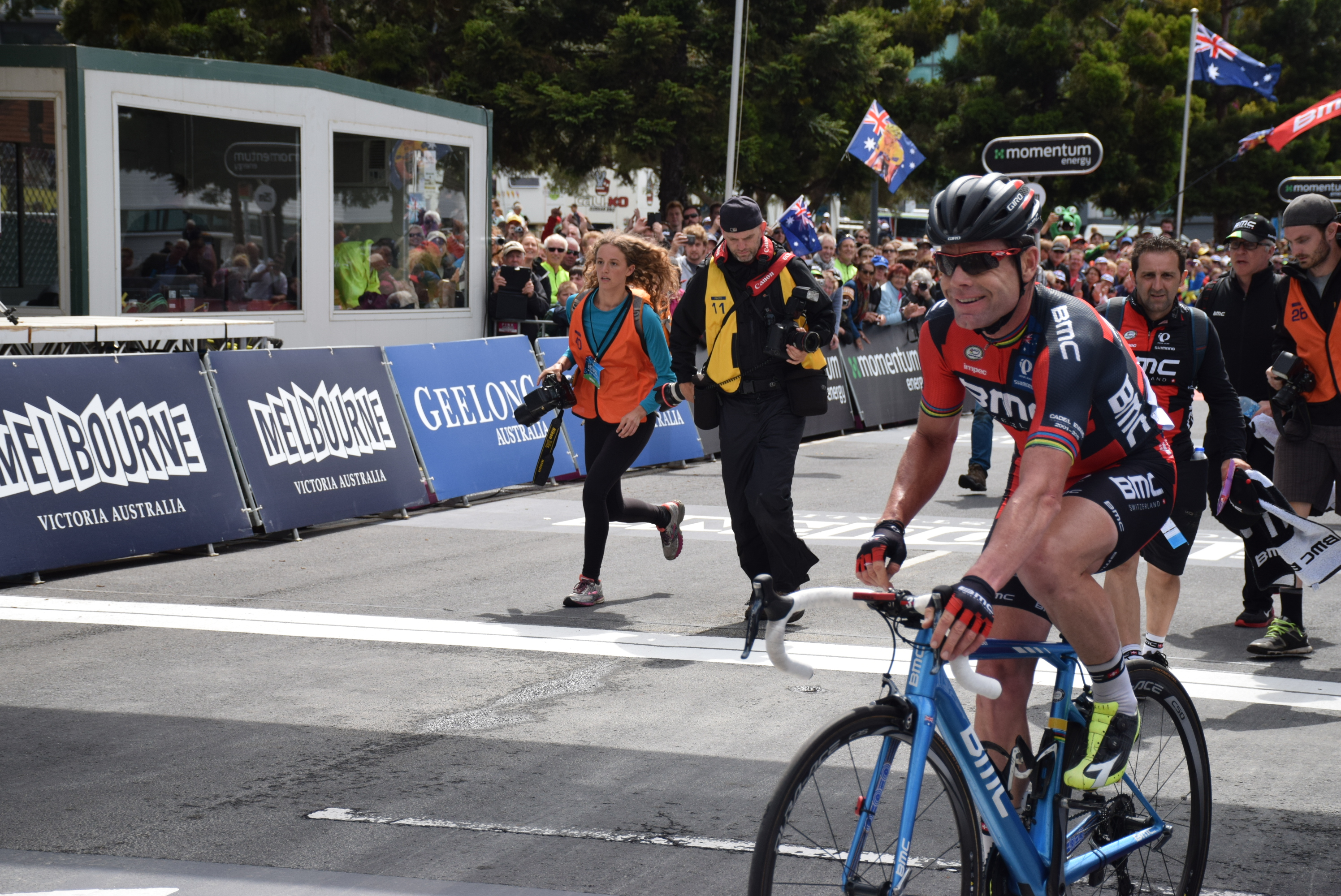
Cadel Evans juste après l'arrivée de la course. Il termine cinquième.

Le Belge Gianni Meersman (Etixx-Quick Step) remporte la course en parcourant les 173,9 kilomètres en 4 h 15 min 22 s, soit à une vitesse moyenne de 40,859 km/h. Sur les cent-quinze coureurs qui ont pris le départ, cinquante-quatre ont franchi la ligne d'arrivée et soixante-et-un ont abandonné.
| Classement final | Classement final  | Classement final | Classement final  | Classement final   |
|                  | Coureur           | Pays             | Équipe            | Temps              |
| ---------------- | ----------------- | ---------------- | ----------------- | ------------------ |
| 1er              | Gianni Meersman   | Belgique         | Etixx-Quick Step  | en 4 h 15 min 22 s |
| 2e               | Simon Clarke      | Australie        | Orica-GreenEDGE   | + 0 s              |
| 3e               | Nathan Haas       | Australie        | Cannondale-Garmin | + 0 s              |
| 4e               | Luke Rowe         | Royaume-Uni      | Sky               | + 0 s              |
| 5e               | Cadel Evans       | Australie        | BMC Racing        | + 0 s              |
| 6e               | Giampaolo Caruso  | Italie           | Katusha           | + 0 s              |
| 7e               | Moreno Moser      | Italie           | Cannondale-Garmin | + 0 s              |
| 8e               | Danilo Wyss       | Suisse           | BMC Racing        | + 0 s              |
| 9e               | Peter Kennaugh    | Royaume-Uni      | Sky               | + 7 s              |
| 10e              | Heinrich Haussler | Australie        | IAM               | + 9 s              |
| modifier         |                   |                  |                   |                    |

### Classements annexes
| Classement des sprints | Classement des sprints | Classement des sprints | Classement des sprints | Classement des sprints |
| ---------------------- | ---------------------- | ---------------------- | ---------------------- | ---------------------- |
|                        | Coureur                | Pays                   | Équipe                 | Point(s)               |
| 1er                    | Gianni Meersman        | Belgique               | Etixx-Quick Step       | 5 points               |
| 2e                     | Simon Clarke           | Australie              | Orica-GreenEDGE        | 3 pts                  |
| 3e                     | Nathan Earle           | Australie              | Sky                    | 2 pts                  |
| modifier               |                        |                        |                        |                        |

| Classement de la montagne | Classement de la montagne | Classement de la montagne | Classement de la montagne | Classement de la montagne |
| ------------------------- | ------------------------- | ------------------------- | ------------------------- | ------------------------- |
|                           | Coureur                   | Pays                      | Équipe                    | Point(s)                  |
| 1er                       | Maxime Bouet              | France                    | Etixx-Quick Step          | 10 points                 |
| 2e                        | Jack Bauer                | Nouvelle-Zélande          | Cannondale-Garmin         | 6 pts                     |
| 3e                        | Darren Lapthorne          | Australie                 | Drapac                    | 2 pts                     |
| modifier                  |                           |                           |                           |                           |

| Classement du meilleur jeune | Classement du meilleur jeune | Classement du meilleur jeune | Classement du meilleur jeune         | Classement du meilleur jeune |
|                              | Coureur                      | Pays                         | Équipe                               | Temps                        |
| ---------------------------- | ---------------------------- | ---------------------------- | ------------------------------------ | ---------------------------- |
| 1er                          | Alex Clements                | Australie                    | Équipe nationale d'Australie espoirs | en 4 h 15 min 31 s           |
| 2e                           | Calvin Watson                | Australie                    | Trek Factory Racing                  | + 2 min 34 s                 |
| 3e                           | Alistair Donohoe             | Australie                    | Search2retain-Health.com.au          | + 2 min 34 s                 |
| modifier                     |                              |                              |                                      |                              |

| Classement par équipes | Classement par équipes | Classement par équipes | Classement par équipes |
|                        | Équipe                 | Pays                   | Temps                  |
| ---------------------- | ---------------------- | ---------------------- | ---------------------- |
| 1re                    | BMC Racing             | États-Unis             | en 12 h 46 min 15 s    |
| 2e                     | Sky                    | Royaume-Uni            | + 7 s                  |
| 3e                     | Etixx-Quick Step       | Belgique               | + 9 s                  |
| modifier               |                        |                        |                        |

### UCI Oceania Tour
Cette Cadel Evans Great Ocean Road Race attribue des points pour l'UCI Oceania Tour 2015, par équipes seulement aux coureurs des équipes continentales professionnelles et continentales, individuellement à tous les coureurs sauf ceux faisant partie d'une équipe ayant un label WorldTeam.
| Position,          | 1er | 2e | 3e | 4e | 5e | 6e | 7e | 8e | 9e | 10e | 11e | 12e |
| Classement général | 80  | 56 | 32 | 24 | 20 | 16 | 12 | 8  | 7  | 6   | 5   | 3   |

Les douze premiers coureurs étant membres d'équipes WorldTeams, aucun coureur ne remporte de points.

## Liste des participants
- Liste de départ complète

| Légende | Légende                                                                            | Légende | Légende                                                    |
| ------- | ---------------------------------------------------------------------------------- | ------- | ---------------------------------------------------------- |
| Num     | Dossard de départ porté par le coureur sur cette Cadel Evans Great Ocean Road Race | Pos     | Position à l'arrivée de la course                          |
|         | Indique un maillot de champion national ou mondial, suivi de sa spécialité         | NP      | Indique un coureur qui n'a pas pris le départ de la course |
| AB      | Indique un coureur qui n'a pas terminé la course                                   | HD      | Indique un coureur qui a terminé la course hors des délais |

| BMC Racing BMC        | BMC Racing BMC       | BMC Racing BMC |
| --------------------- | -------------------- | -------------- |
| Num                   | Coureur              | Pos            |
| 1                     | Cadel Evans (AUS)    | 5e             |
| 2                     | Silvan Dillier (SUI) | 11e            |
| 3                     | Michael Schär (SUI)  | 27e            |
| 4                     | Danilo Wyss (SUI)    | 8e             |
| 5                     | Peter Stetina (USA)  | 26e            |
| 6                     | Samuel Sánchez (ESP) | AB             |
| Directeur sportif : ? |                      |                |

| Orica-GreenEDGE OGE   | Orica-GreenEDGE OGE   | Orica-GreenEDGE OGE |
| --------------------- | --------------------- | ------------------- |
| Num                   | Coureur               | Pos                 |
| 11                    | Caleb Ewan (AUS)      | AB                  |
| 12                    | Simon Clarke (AUS)    | 2e                  |
| 13                    | Cameron Meyer (AUS)   | 29e                 |
| 14                    | Sam Bewley (NZL)      | AB                  |
| 15                    | Damien Howson (AUS)   | 52e                 |
| 16                    | Michael Hepburn (AUS) | AB                  |
| Directeur sportif : ? |                       |                     |

| Sky SKY               | Sky SKY                      | Sky SKY |
| --------------------- | ---------------------------- | ------- |
| Num                   | Coureur                      | Pos     |
| 21                    | Richie Porte (AUS)           | 20e     |
| 22                    | Nathan Earle (AUS)           | 22e     |
| 23                    | Peter Kennaugh (GBR) (Route) | 9e      |
| 24                    | Luke Rowe (GBR)              | 4e      |
| 25                    | Ian Stannard (GBR)           | 19e     |
| 26                    |                              |         |
| Directeur sportif : ? |                              |         |

| Etixx-Quick Step EQS  | Etixx-Quick Step EQS   | Etixx-Quick Step EQS |
| --------------------- | ---------------------- | -------------------- |
| Num                   | Coureur                | Pos                  |
| 31                    | Mark Renshaw (AUS)     | AB                   |
| 32                    | Gianni Meersman (BEL)  | 1er                  |
| 33                    | David de la Cruz (ESP) | 16e                  |
| 34                    | Yves Lampaert (BEL)    | 24e                  |
| 35                    | Maxime Bouet (FRA)     | 33e                  |
| 36                    | Pieter Serry (BEL)     | 15e                  |
| Directeur sportif : ? |                        |                      |

| Katusha KAT           | Katusha KAT             | Katusha KAT |
| --------------------- | ----------------------- | ----------- |
| Num                   | Coureur                 | Pos         |
| 41                    | Giampaolo Caruso (ITA)  | 6e          |
| 42                    | Maxim Belkov (RUS)      | 42e         |
| 43                    | Vladimir Isaychev (RUS) | AB          |
| 44                    | Rüdiger Selig (GER)     | 43e         |
| 45                    | Sergueï Lagoutine (RUS) | 28e         |
| 46                    | Alexey Tsatevitch (RUS) | 12e         |
| Directeur sportif : ? |                         |             |

| Trek Factory Racing TFR | Trek Factory Racing TFR | Trek Factory Racing TFR |
| ----------------------- | ----------------------- | ----------------------- |
| Num                     | Coureur                 | Pos                     |
| 51                      | Eugenio Alafaci (ITA)   | AB                      |
| 52                      | Laurent Didier (LUX)    | AB                      |
| 53                      | Hayden Roulston (NZL)   | 21e                     |
| 54                      | Jesse Sergent (NZL)     | 38e                     |
| 55                      | Calvin Watson (AUS)     | 44e                     |
| 56                      |                         |                         |
| Directeur sportif : ?   |                         |                         |

| Cannondale-Garmin TCG | Cannondale-Garmin TCG | Cannondale-Garmin TCG |
| --------------------- | --------------------- | --------------------- |
| Num                   | Coureur               | Pos                   |
| 61                    | Jack Bauer (NZL)      | 54e                   |
| 62                    | Nathan Haas (AUS)     | 3e                    |
| 63                    | Alex Howes (USA)      | 53e                   |
| 64                    | Moreno Moser (ITA)    | 7e                    |
| 65                    | Davide Villella (ITA) | 40e                   |
| 66                    |                       |                       |
| Directeur sportif : ? |                       |                       |

| IAM                   | IAM                             | IAM |
| --------------------- | ------------------------------- | --- |
| Num                   | Coureur                         | Pos |
| 71                    | Heinrich Haussler (AUS) (Route) | 10e |
| 72                    | Stef Clement (NED)              | 34e |
| 73                    | Martin Elmiger (SUI) (Route)    | 30e |
| 74                    | Jarlinson Pantano (COL)         | 31e |
| 75                    | Vicente Reynés (ESP)            | AB  |
| 76                    | David Tanner (AUS)              | AB  |
| Directeur sportif : ? |                                 |     |

| MTN-Qhubeka MTN       | MTN-Qhubeka MTN         | MTN-Qhubeka MTN |
| --------------------- | ----------------------- | --------------- |
| Num                   | Coureur                 | Pos             |
| 81                    | Matthew Goss (AUS)      | AB              |
| 82                    | Matthew Brammeier (IRL) | AB              |
| 83                    | Nicolas Dougall (RSA)   | AB              |
| 84                    | Tyler Farrar (USA)      | 37e             |
| 85                    | Songezo Jim (RSA)       | AB              |
| 86                    | Serge Pauwels (BEL)     | AB              |
| Directeur sportif : ? |                         |                 |

| UnitedHealthcare UHC  | UnitedHealthcare UHC    | UnitedHealthcare UHC |
| --------------------- | ----------------------- | -------------------- |
| Num                   | Coureur                 | Pos                  |
| 91                    | John Murphy (USA)       | AB                   |
| 92                    | Lucas Euser (USA)       | 46e                  |
| 93                    | Adrian Hegyvary (USA)   | AB                   |
| 94                    | Christopher Jones (USA) | 47e                  |
| 95                    | Tanner Putt (USA)       | 14e                  |
| 96                    | Daniel Summerhill (USA) | 41e                  |
| Directeur sportif : ? |                         |                      |

| Androni Giocattoli AND | Androni Giocattoli AND     | Androni Giocattoli AND |
| ---------------------- | -------------------------- | ---------------------- |
| Num                    | Coureur                    | Pos                    |
| 101                    | Franco Pellizotti (ITA)    | 36e                    |
| 102                    |                            |                        |
| 103                    | Tiziano Dall'Antonia (ITA) | 35e                    |
| 104                    | Marco Frapporti (ITA)      | AB                     |
| 105                    | Alberto Nardin (ITA)       | AB                     |
| 106                    |                            |                        |
| Directeur sportif : ?  |                            |                        |

| Drapac DPC            | Drapac DPC               | Drapac DPC |
| --------------------- | ------------------------ | ---------- |
| Num                   | Coureur                  | Pos        |
| 111                   | Martin Kohler (SUI)      | AB         |
| 112                   | Robbie Hucker (AUS)      | AB         |
| 113                   | Darren Lapthorne (AUS)   | 39e        |
| 114                   | Peter Koning (NED)       | AB         |
| 115                   | Samuel Spokes (AUS)      | 17e        |
| 116                   | Bernard Sulzberger (AUS) | AB         |
| Directeur sportif : ? |                          |            |

| Budget Forklifts BFL  | Budget Forklifts BFL   | Budget Forklifts BFL |
| --------------------- | ---------------------- | -------------------- |
| Num                   | Coureur                | Pos                  |
| 121                   | Brodie Talbot (AUS)    | AB                   |
| 122                   | Brendan Canty (AUS)    | 18e                  |
| 123                   | Sam Horgan (NZL)       | AB                   |
| 124                   | Jacob Kauffmann (AUS)  | AB                   |
| 125                   | Tommy Nankervis (AUS)  | AB                   |
| 126                   | Michael Torckler (NZL) | AB                   |
| Directeur sportif : ? |                        |                      |

| Search2retain-Health.com.au STR | Search2retain-Health.com.au STR | Search2retain-Health.com.au STR |
| ------------------------------- | ------------------------------- | ------------------------------- |
| Num                             | Coureur                         | Pos                             |
| 131                             | Stuart Shaw (AUS)               | AB                              |
| 132                             | Cameron Bayly (AUS)             | 25e                             |
| 133                             | Alistair Donohoe (AUS)          | 45e                             |
| 134                             | Oliver Kent-Spark (AUS)         | AB                              |
| 135                             | Alder Martz (USA)               | AB                              |
| 136                             | Stuart Smith (AUS)              | AB                              |
| Directeur sportif : ?           |                                 |                                 |

| Navitas Satalyst Racing NSR | Navitas Satalyst Racing NSR | Navitas Satalyst Racing NSR |
| --------------------------- | --------------------------- | --------------------------- |
| Num                         | Coureur                     | Pos                         |
| 141                         | Kane Walker (AUS)           | AB                          |
| 142                         | Mitchell Cooper (AUS)       | 48e                         |
| 143                         | Michael Fitzgerald (AUS)    | AB                          |
| 144                         | Jackson Mawby (AUS)         | AB                          |
| 145                         | Grayson Napier (NZL)        | AB                          |
| 146                         | Joel Strachan (AUS)         | AB                          |
| Directeur sportif : ?       |                             |                             |

| African Wildlife Safaris AWS | African Wildlife Safaris AWS | African Wildlife Safaris AWS |
| ---------------------------- | ---------------------------- | ---------------------------- |
| Num                          | Coureur                      | Pos                          |
| 151                          | Patrick Lane (AUS)           | 32e                          |
| 152                          | Michael Crosbie (AUS)        | AB                           |
| 153                          | Massimo Graziato (ITA)       | AB                           |
| 154                          | Sean Lake (AUS)              | AB                           |
| 155                          | Alexander Smyth (AUS)        | 49e                          |
| 156                          | Darcy Woolley (AUS)          | AB                           |
| Directeur sportif : ?        |                              |                              |

| Data3 Symantec Racing-Scody DSR | Data3 Symantec Racing-Scody DSR | Data3 Symantec Racing-Scody DSR |
| ------------------------------- | ------------------------------- | ------------------------------- |
| Num                             | Coureur                         | Pos                             |
| 161                             | James Mowatt (AUS)              | AB                              |
| 162                             | Michael Cupitt (AUS)            | AB                              |
| 163                             | Chris Jory (AUS)                | AB                              |
| 164                             | Kyle Bridgwood (AUS)            | AB                              |
| 165                             | David Melville (AUS)            | AB                              |
| 166                             | Ryan Thomas (AUS)               | AB                              |
| Directeur sportif : ?           |                                 |                                 |

| Charter Mason Giant Racing CMR | Charter Mason Giant Racing CMR | Charter Mason Giant Racing CMR |
| ------------------------------ | ------------------------------ | ------------------------------ |
| Num                            | Coureur                        | Pos                            |
| 171                            | Thomas Robinson (AUS)          | AB                             |
| 172                            | Jayden Copp (AUS)              | AB                             |
| 173                            | Ben Hill (AUS)                 | AB                             |
| 174                            | Nicholas Katsonis (AUS)        | AB                             |
| 175                            | David Edwards (AUS)            | AB                             |
| 176                            | Josh Taylor (AUS)              | AB                             |
| Directeur sportif : ?          |                                |                                |

| Avanti Racing ART     | Avanti Racing ART           | Avanti Racing ART |
| --------------------- | --------------------------- | ----------------- |
| Num                   | Coureur                     | Pos               |
| 181                   | Anthony Giacoppo (AUS)      | AB                |
| 182                   | Patrick Bevin (NZL)         | 13e               |
| 183                   | Mitchell Lovelock-Fay (AUS) | AB                |
| 184                   | Mark O'Brien (AUS)          | AB                |
| 185                   | Patrick Shaw (AUS)          | 51e               |
| 186                   | Neil Van der Ploeg (AUS)    | AB                |
| Directeur sportif : ? |                             |                   |

| Équipe nationale d'Australie espoirs AUS | Équipe nationale d'Australie espoirs AUS | Équipe nationale d'Australie espoirs AUS |
| ---------------------------------------- | ---------------------------------------- | ---------------------------------------- |
| Num                                      | Coureur                                  | Pos                                      |
| 191                                      | Jack Haig (AUS)                          | AB                                       |
| 192                                      | Jack Beckinsale (AUS)                    | AB                                       |
| 193                                      | Ryan Cavanagh (AUS)                      | AB                                       |
| 194                                      | Harry Carpenter (AUS)                    | AB                                       |
| 195                                      | Alex Clements (AUS)                      | 23e                                      |
| 196                                      | Robert Power (AUS)                       | 50e                                      |
| Directeur sportif : ?                    |                                          |                                          |